# Koppenwinder Forst

Lage des gemeindefreien Gebiets Koppenwinder Forst im Landkreis Bamberg

Der Koppenwinder Forst ist ein 12,89 km² großes gemeindefreies Gebiet im Landkreis Bamberg in Bayern und zählt zur Metropolregion Nürnberg.

## Geographie
Das Forstgebiet liegt im Westen des Landkreises Bamberg.